# Gütte

Ummelner Wappen

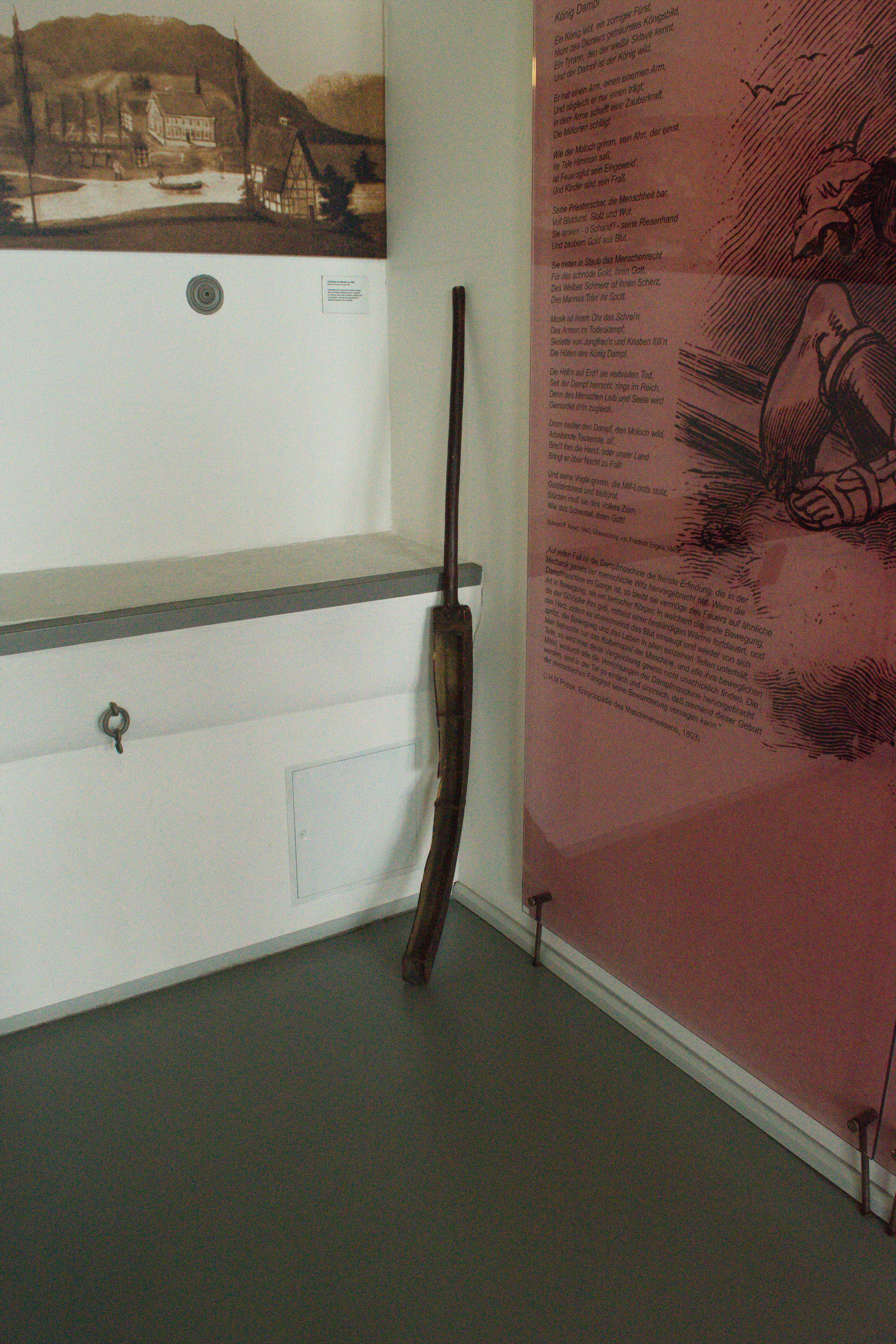
In der Ecke eines Wuppertaler Museum, eine Güte

Eine Gütte, auch Güte, Göte, Geete (niederdeutsch zu Gießen, Guss), fachlich altertümlich auch Wurfrinne oder Gussrinne, ist eine hölzerne Wasserschaufel aus dem historischen Textilwesen. Das zum Wasserauswerfen geeignete Werkzeug hat eine längliche Schöpfform an einem langen Stiel. Überliefert ist auch die Verwendung für die Wiesenbewässerung.

## Funktion
Mit den Gütten verteilten Arbeiter beim Bleichen das Bleichwasser aus den Wassergräben oder Bächen auf dem ausgebreiteten Leinen.
Mit dem Werkzeug konnte man das Bleichwasser über große Mengen ausgelegter Garne oder Tuche verteilen – ein Arbeiter soll mit der Gütte 60–100 Fuß weit (um die 20–30 Meter) schütten gekonnt haben. Auf den Bleichplätzen (Bleichfeldern) wurden Gräben in geeignetem Raster gezogen oder die Bleichlauge (Büke) in großen Zubern (Bütten) bereitgestellt. Dann wurde die Bleichware von zwei Seiten beschöpft (gegüttet), damit auch bei Wind die Büke vollständig verteilt wurde.

## Heraldik
Im Wappen des Bielefelder Stadtteils Ummeln sind zwei sich kreuzende Geeten abgebildet – dort werden die Werkzeuge noch in traditionellen Wettbewerben verwendet.